# Amir Reza Salari
Amir Reza Salari (né à Kermanchah le 23 septembre 1977) est un cinéaste iranien et un artiste en cartographie de projection, qui a grandi à Téhéran et étudié le graphisme ainsi que les arts visuels à l'université de Téhéran.

## Carrière
Il a tourné plusieurs films et collaboré au montage de films réalisés par Abbas Kiarostami et Bahram Beyzai.
En septembre 2017, il a dirigé et produit une mapping vidéo sur le thème 30 Oiseaux de la Paix sous les auspices de l'UNESCO, pour célébrer la Journée internationale de la paix, en organisant, pour l'occasion, un spectacle nocturne évènementiel sur la façade de la Tour Azadi à Téhéran. De nombreux responsables gouvernementaux, diplomates étrangers, représentants des Nations unies et d'ONG, des artistes iraniens renommés et le grand public ont assisté à cette fresque lumineuse, dont les médiaux nationaux et internationaux ont largement fait écho,,,.
Amir Reza Salari se consacre actuellement[Quand ?] à son nouveau film, une adaptation iranienne de l'une des œuvres les plus célèbres du dramaturge norvégien Henrik Ibsen : Un ennemi du peuple.